# Jardines de Clara Campoamor (Barcelona)
Los Jardines de Clara Campoamor (en catalán: Jardins de Clara Campoamor) son un parque urbano situados en la Avenida Diagonal, 609-615, en el barrio de Les Corts de la ciudad de Barcelona, fueron inaugurados el 3 de diciembre de 1994, su extensión total es de poco más de media hectárea (0,54 ha), están dedicados en memoria a la figura histórica de Clara Campoamor.
El espacio queda delimitado por el conjunto de calles de Gandesa, de Europa, de Joan Güell y la Avenida Diagonal; y está muy próximo a la estación de Maria Cristina del metro y del Trambaix. Se encuentran en un área con mucho dinamismo y afluencia por su carácter comercial, El Corte Inglés y el centro comercial de L'illa Diagonal; de negocios, sede corporativa de Caixabank, Edificios Trade y Grupo Planeta; sanitaria, Hospital de Barcelona; turística, Hotel Hilton; y zona universitaria, (campus de la UB y la UPC), de la capital catalana. A muy poca distancia, hay el cruce de dos de las vías más transitadas, como son la Avenida Diagonal y la Gran Vía de Carlos III (Ronda del Mig); y próximos a una de las entradas principales, con vehículo, a la ciudad, a través de la Avenida Diagonal en su extremo de la Zona Universitaria. 
El espacio alberga la escultura Citerea, un área de juegos infantiles, unos surtidores de agua ornamentales, un parterre central de césped, zonas de arena y pavimento duro en los laterales, con ejemplares de almeces (Celtis australis) y de palmeras de Canarias (Phoenix canariensis).

## Historia

### Aprobación e inauguración del espacio público

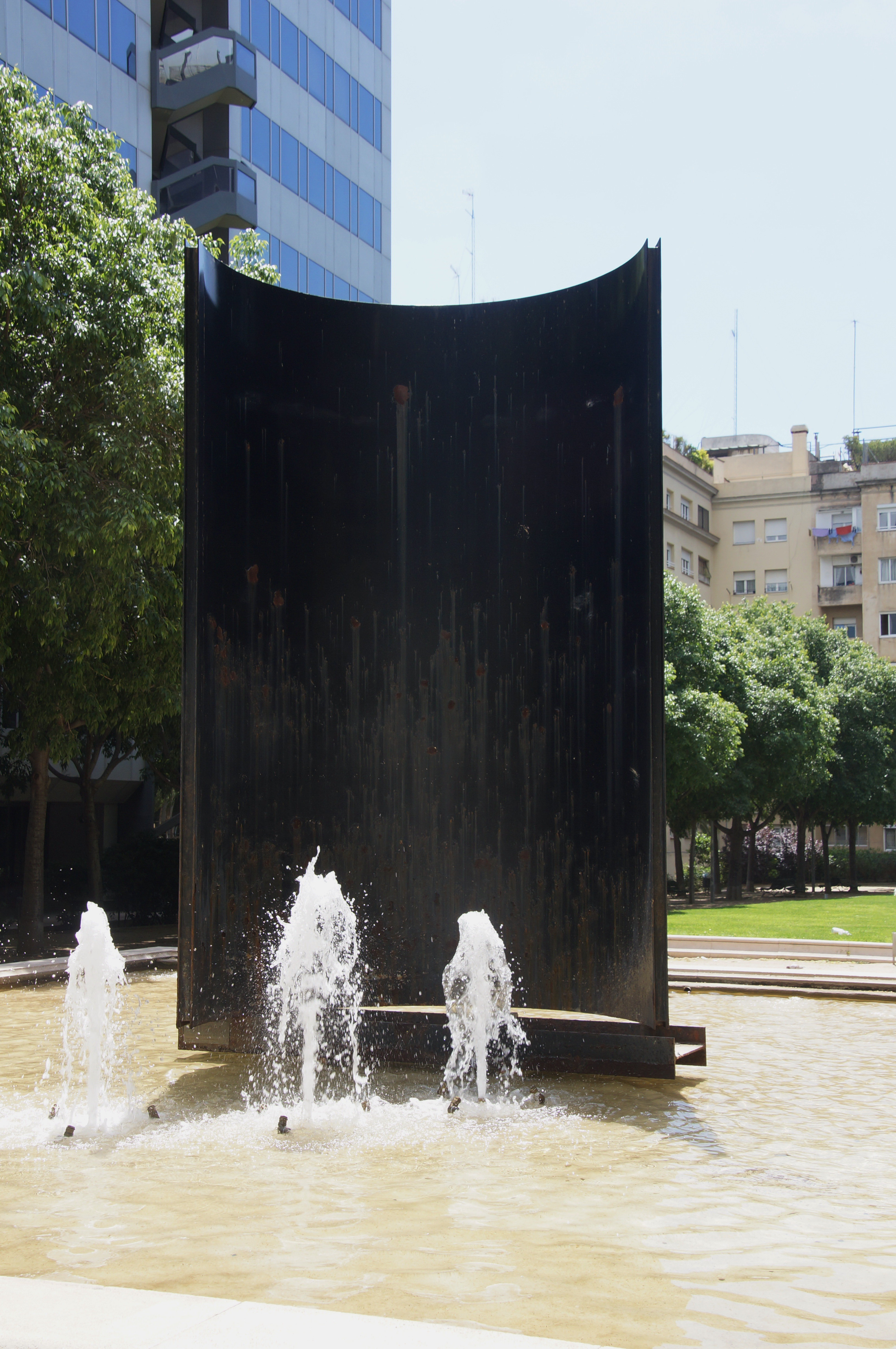
Escultura Citerea

El Ayuntamiento de Barcelona aprobó, el 27 de julio de 1994, la dedicación de este espacio urbano, que fue inaugurado el 3 de diciembre de 1994, en honor a la pionera política feminista, abogada y escritora Clara Campoamor, militante y diputada del Partido Radical durante la Segunda República Española, principal defensora e impulsora de la aprobación del sufragio femenino, en este periodo y por primera vez en la historia de España.
Se promulgó en un contexto, el de los años 90 del siglo XX, donde únicamente el 4% del conjunto del nomenclador de las calles de Barcelona estaban dedicadas a mujeres. Para corregir tal desequilibrio, se decidió que, con mayor cantidad, los nuevos espacios públicos fueran dedicados a personalidades del sexo femenino y, así, ganaran presencia. Abriendo, además, el espectro a los perfiles profesionales; más allá de santas y vírgenes que, hasta entonces, habían dominado, conjuntamente, con las nobles y las terratenientes.

### Atentado terrorista de ETA
La madrugada del 2 de noviembre del año 2000 los jardines fueron el escenario de una atentado terrorista perpetrado por la banda terrorista ETA. Un agente de la guardia urbana de Barcelona y un vigilante de seguridad privada resultaron heridos leves por la explosión de un coche bomba.

## EsculturaCiterea
En la entrada de los jardines, en el interior de los surtidores de agua ornamentales, está situada la icónica escultura, Citerea, obra de la artista María Luisa Sierra Catalán, inaugurada el 26 de julio de 1993, hecha de acero pintado y con un cuerpo de 5,06 x 3,23 x 1,93 metros.
El nombre de la escultura, Citerea, se inspira en el cuadro Peregrinación a la isla de Citera, del pintor francés Jean Antoine Watteau. La obra ganó el concurso público impulsado por el Ayuntamiento de Barcelona para embellecer los espacios públicos del distrito de Las Corts en 1990, formando parte de la campaña urbanística Barcelona ponte guapa.